# Рукосуев, Вениамин Николаевич
Вениамин Николаевич Рукосуев (1 [14] апреля 1902, Ельня, Смоленская губерния — 26 января 1945, Эльс, Нижняя Силезия) — советский военачальник, полковник (1943), командор Ордена Британской Империи (1944).

## Биография
Родился в 1902 году в городе Ельня, ныне в Смоленской области. Русский.
Окончил не полный курс Ельнинского городского училища.

### Военная служба
В 1919 году добровольно вступил на службу красноармейцем во 2-й запасной полк Западного Фронта. В 1920 году окончил курсы инструкторов допризывной подготовки. С декабря 1920 года служил инструктором всеобуча в Ельнинском Уездном военном комиссариате. В 1923 году окончил Московскую Высшую военную школу физической культуры. С сентября 1923 года назначен преподавателем курсов войск Главного политического управления Западного Фронта.
С 1924 года служил помощником командира роты в 98-м стрелковом полку 33-й стрелковой дивизии Западного военного округа. С апреля 1925 года обучался в Рязанской пехотной школе им. К. Е. Ворошилова. В апреле 1927 года вступил в ВКП(б). С 1928 года, после окончания школы, проходил службу в городе Витебске, в 80-м и 81-м стрелковых полках 27-й стрелковой дивизии Белорусского ВО, на должностях: от пом. командира роты до пом. командира полка.
В 1936 году направлен в первые авиадесантные части Красной Армии. Прошел переподготовку, сформировал и командовал авиадесантным батальоном 47-й авиадесантной бригады Белорусского ВО, размещенной в районе станции Энгельгардовское Смоленской области. За отличные действия на крупных маневрах в Белоруссии был награждён Наркомом обороны К. Е. Ворошиловым именными золотыми часами.
В 1938 году — назначен командиром 88-го горно-стрелкового полка 28-й горно-стрелковой дивизии Северо-Кавказского военного округа. В 1941 году горнострелковый полк размещался в г. Адлер Краснодарского края, где майор Рукосуев был начальником гарнизона города.
В апреле 1941 года полк в составе 28-й горно-стрелковой дивизии был переброшен на Украину в район г. Проскурова (ныне г. Хмельницкий).

### Великая Отечественная война
С началом войны Рукосуев в той же должности, 12 июля в составе дивизии, 88-й гсп был переброшен в район Киева и включен в состав 27-го стрелкового корпуса, где принял участие в обороне Киева. В сентябре 1941 года вместе с киевской группировкой наших войск попал в окружение. 14 ноября 1941 года Рукосуев сумел вырваться из него. Был ранен. За два месяца им было пройдено более тысячи километров пешком по немецким тылам.
9 декабря 1941 года подполковник Рукосуев назначается командиром 781-го стрелкового полка вновь сформированной 124-й стрелковой дивизии, в составе которой принимает участие в боях в составе Брянского фронта.
В мае 1942 года Рукосуев назначается командиром 3-й противотанковой-истребительной бригады 2-й истребительной дивизии 70-й армии. Это было нетипичное соединение в советских войсках. Предназначалось оно специально для борьбы с танками врага.

Начальник оперативного отдела штаба артиллерии Красной Армии Константин Петрович Казаков о полковнике Рукосуеве писал в мемуарах: «Это был истинный боец прямой наводки — немногословный, крепкого характера, всегда собранный, решительный и смелый. Мне довелось лично знать Рукосуева, принимать участие в формировании его бригады, а после Курской битвы анализировать её боевую работу. Превосходно проявил себя этот воинский коллектив!»
Своё первое боевое крещение бригада получила — в июле 1942 года у станции Касторная, на которую наступали немецкие войска, прорвав оборону наших войск в районе Курска и создав угрозу Воронежу. В ноябре 1942 года бригада была передислоцирована в район города Ливны, затем в село Тербуны. Позже — артиллеристы заняли оборону на самом танкоопасном направлении в западной точке Орловско-Курской дуги — на Тёпловских высотах.
В июле 1943 года 3-ю истребительную бригаду составляли противотанковый артиллерийский полк, два противотанковых батальона, миномётный дивизион, инженерно-минный батальон и рота автоматчиков. Противотанковый артиллерийский полк включал 4 батареи 76-мм пушек (16 орудий), 3 батареи 45-мм пушек (12 орудий), 1 батарею 37-мм зенитных пушек (4 орудия). То есть в каждой батарее бригады в боях под Курском было по четыре противотанковых орудия.

ИЗ НАГРАДНОГО ЛИСТА: «5 июля 1943 года, когда противник крупными силами танков, при поддержке массированными налетами авиации, перешел в наступление на стыке 70-й и 13-й армий истребительная бригада, которой командует полковник Рукосуев, занимала оборону на участке 70 армии. Получив к вечеру боевое распоряжение, четко организовал быструю переброску бригады на участок направления главного удара, совершив марш в 25 километров, к рассвету занял оборону, в готовности к отражении атак танков. В течение 6 июля 1943 года, находясь в боевых порядках бригады, под ожесточенной и беспрерывной бомбардировкой 40-50 самолетов, лично руководил отражением трех атак групп танков в 50-60 штук. В этот день бригадой подбито и сожжено 21 танк, из коих 19 „Т-6“ („Тигр“).
8 июля 1943 года, благодаря умелому и четкому руководству тов. Рукосуева, правильной расстановки работников штаба и героизма личного состава, бригада в тяжелых боях отразила атаку 300 танков, уничтожив 78 штук, в том числе 7 штук марки „Т-6“.
Всего за период с 6 по 9 июля 1943 года бригадой Рукосуева подбито и сожжено 103 танка, из которых Т-6 — 26 штук, средних — 65, малых 12.
Рискуя каждую минуту своей жизнью, Рукосуев поклялся умереть вместе с бригадой, но с занимаемого рубежа не отходить. Личным героизмом вдохновлял на боевые подвиги бойцов и командиров и устоял на рубеже, не пропустив вражеские танки. Никто из личного состава бригады, несмотря на беспрерывные бомбардировки и яростные атаки танков, не дрогнул и не ушел с занимаемого рубежа. Стойкость бригады в борьбе с вражескими танками обеспечила возможность подтянуть резервы и не допустить прорыва нашей линии обороны.
Кроме того, массированным, организованным огнём рот ПТР сбито 3 вражеских бомбардировщика. В летних боях 1943 года бригадой, под руководством Рукосуева уничтожено 64 немецких танка.

За стойкость мужество, героизм и умелое руководство боями бригады товарищ Рукосуев достоин награждения Правительственной наградой орденом Ленина.»— Архив ЦАМО, фонд 33,  опись 682525, единица хранения 41
За доблесть и отвагу проявленную ходе Курской битвы — награждён орденом Ленина. Его мужество отмечено и иностранной наградой: король Великобритании Георг VI через посла вручит Рукосуеву орден «Британская империя» 3-й степени.
С ноября 1943 года полковник Рукосуев проходил переподготовку на сборе военного времени в Ордена Ленина Краснознаменной Высшей Офицерской Артиллерийской школе Красной Армии по отделению — истребительной противотанковой артиллерии в г. Семенове и в Тамбовском учебном Артиллерийском лагере.
22 апреля 1944 года приказом Командующего Артиллерией Красной Армии № 0310 назначен — Командиром 37-й Отдельной Истребительной противотанковой Артиллерийской бригады входившей в состав 1-го Украинского фронта. В июле — августе 1944 года бригада отличилась в боях за овладение городами: Перемышль, Ярослав, при форсировании реки Вислы и овладении сандомирским плацдармом.
26 января 1945 года, в ходе Сандомирско-Силезской операции командир 37-й ОИПТАБр полковник Рукосуев погиб в бою в городе Эльс Нижняя Силезия. По приказанию маршала Советского Союза Ивана Степановича Конева похоронен в городе Житомире (ул. Победы, 82, Русское военное кладбище).

## Награды

### СССР
- два ордена Ленина (07.08.1943[4][5], 21.02.1945)
- орден Красного Знамени (03.11.1944)
- орден Отечественной войны I степени (20.09.1944)[6][7]
- медаль «XX лет Рабоче-Крестьянской Красной Армии»

Приказы (благодарности) Верховного Главнокомандующего в которых отмечен Рукосуев В. Н.
- За форсирование реки Сан, прорыв обороны противника, овладение городом и крепостью Перемышль и городом Ярослав — важными узлами коммуникаций и мощными опорными пунктами обороны немцев, прикрывающими пути на Краков. 28 июля 1944 года № 156.
- За форсирование реки Висла в районе Сандомира, расширение захваченного плацдарма на западном берегу Вислы до 120 километров по фронту и овладение штурмом городом Сандомир — важным опорным пунктом обороны немцев на левом берегу Вислы. 18 августа 1944 года № 167.

### Иностранные награды
- Командор Ордена Британской Империи (Великобритания 1943)[9]

## Память
К 9 мая 1984 г. на могиле В. Н. Рукосуева «От житомирян» установлен памятник.